# Comuna Novomîkolaiivka, Huleaipole
Novomîkolaiivka (în ucraineană Новомиколаївка) este o comună în raionul Huleaipole, regiunea Zaporijjea, Ucraina, formată din satele Novohrîhorivka, Novoivanivka, Novomîkolaiivka (reședința) și Novovasîlivske.

## Demografie
Componența lingvistică a comunei Novomîkolaiivka
     Ucraineană (94,4%)
     Rusă (4,5%)
     Alte limbi (0,88%)
Conform recensământului din 2001, majoritatea populației comunei Novomîkolaiivka era vorbitoare de ucraineană (94,4%), existând în minoritate și vorbitori de rusă (4,5%).